# Planonasus
Genre
Planonasus est un genre de requins de la famille des  Pseudotriakidae. Il comprend deux espèces depuis 2018.

## Liste des espèces
Selon World Register of Marine Species (15 janvier 2020) :
- Planonasus indicus Ebert, Akhilesh & Weigmann, 2018
- Planonasus parini Weigmann, Stehmann & Thiel, 2013